# Paya Lipah (Peusangan)
Paya Lipah is een bestuurslaag in het regentschap Bireuen van de provincie Atjeh, Indonesië. Paya Lipah telt 279 inwoners (volkstelling 2010).